# 1976 w nauce

## Zmarli
- 1 lutego – Werner Heisenberg, niemiecki fizyk, laureat Nagrody Nobla (ur. 1901)

## Nauki przyrodnicze i ścisłe

### Astronomia
- Cecilia Payne-Gaposchkin – Nagroda Henry Norris Russell Lectureship przyznawana przez American Astronomical Society

## Nagrody Nobla
- Fizyka – Burton Richter, Samuel Ting
- Chemia – William Lipscomb
- Medycyna – Baruch Samuel Blumberg, Daniel Carleton Gajdusek